# 青山镇 (白城市)
青山镇，是中华人民共和国吉林省白城市洮北区下辖的一个乡镇级行政单位。

## 行政区划
青山镇下辖以下地区：
生产村、永胜村、复兴村、光荣村、勤劳村、德胜村、利民村、富裕村、黎明村、永红村、红星村、四发村、新兴村和八家子村。